# Vrhole pri Slovenskih Konjicah
Vrhole pri Slovenskih Konjicah este o localitate din comuna Slovenska Bistrica, Slovenia, cu o populație de 281 de locuitori.